# Cemerinianus
Cemeriniano (łac. Cemerinianensis) – stolica historycznej diecezji we Cesarstwie rzymskim w prowincji Numidia, współcześnie w Algierii. Obecnie katolickie biskupstwo tytularne. W latach 1992–2011 biskupem Cemerinianus był biskup pomocniczy opolski Jan Kopiec, obecnie biskup diecezjalny gliwicki, a w latach 2012-2015 biskup pomocniczy zielonogórsko-gorzowski Tadeusz Lityński.

## Biskupi tytularni
| Lp. | Biskup                  | Funkcja                                   | Od                   | Do                |
| --- | ----------------------- | ----------------------------------------- | -------------------- | ----------------- |
| 1   | Eberhard Spiess OSB     | opat Peramiho (Tanzania)                  | 23 września 1953     | 17 września 1990  |
| 2   | Jan Kopiec              | biskup pomocniczy opolski                 | 4 grudnia 1992       | 29 grudnia 2011   |
| 3   | Tadeusz Lityński        | biskup pomocniczy zielonogórsko-gorzowski | 28 kwietnia 2012     | 23 listopada 2015 |
| 4   | António Augusto Azevedo | biskup pomocniczy Porto (Portugalia)      | 9 stycznia 2016      | 11 maja 2019      |
| 5   | Edmund Whalen           | biskup pomocniczy Nowego Jorku (USA)      | 10 października 2019 |                   |